# Jonatan Lucca
Jonatan Lucca (Santa Maria, 2 giugno 1994) è un calciatore brasiliano, centrocampista del Paxtakor.

## Caratteristiche tecniche
Mediano dotato di un buon fisico, dinamico ed atletico, con una buona visione di gioco ed un ottimo controllo di palla, è bravo negli inserimenti offensivi e nel colpo di testa.

## Carriera
Cresciuto nell'Internacional, il 12 luglio 2012 viene acquistato per 700.000 euro dalla Roma, con cui firma un quinquennale. Dopo una stagione disputata con la formazione Primavera, il 27 gennaio 2014 fa ritorno in Brasile, trasferendosi all'Atlético Paranaense. Impiegato solo nel campionato statale, il 27 luglio 2015 passa in prestito al Guaratinguetá; in seguito viene ceduto, sempre a titolo temporaneo, al FC Goa. Trascorsi sei mesi al Kelantan, il 19 luglio 2016 viene tesserato dal Pune City; dopo un breve periodo passato al Bnei Sakhnin, il 24 agosto 2017 fa ritorno al Pune City. Il 6 giugno 2018 si trasferisce al Belenenses SAD, con cui firma un triennale.